# Lebowski
Pour les articles homonymes, voir Lebowski (homonymie).
Lebowski est un groupe de musique français, originaire de Rennes et Scaër. 
Ne pas confondre avec le groupe polonais homonyme formé en 2002.

## Biographie
En 2005, le groupe Lebowski se fait connaître en Bretagne par le biais d'un premier EP auto-produit et de concerts mêlant chanson française et énergie rock.
L'année suivante, le groupe remporte le Tremplin Jeunes Charrues de Pont-l'Abbé et participe au Festival des Vieilles Charrues. Un premier album intitulé La Vie est une blague est désigné album coup de cœur 2007 au grand prix du disque du Télégramme.

## Membres
- Mikaël Le Mûr — chant, accordéon (projet solo The Wâll Factory, guitariste de The Dood's)
- Arnaud Burel — guitare (projet folk Youth Less avec Ladylike Lily en 2009)
- Frédéric Pensec — guitare
- Emmanuel Kerdodé — basse
- Guillaume Bérard — batterie
- Fanny Hervé — chant (2004—2007)